# George Glenn Cameron
George Glenn Cameron, né le 30 juillet 1905 à Washington (Pennsylvanie) et mort le 14 septembre 1979 à Ann Arbor, est un philologue et historien américain.